# To Be Loved
To Be Loved ist das siebte Studioalbum des kanadischen Sängers Michael Bublé, das im April 2013 erschien.

## Entstehung und Veröffentlichung
Die Erstveröffentlichung von To Be Loved erfolgte am 12. April 2013 bei Reprise Records. Das Album erschien in seiner Originalausführung als CD (Katalognummer: 9362-49449-7) und Download (Katalognummer: 9362-49447-9) mit 16 Titeln. Am gleichen Tag erschien auch eine Deluxeausführung mit drei Bonusttieln (Katalognummer: 9362-49449-3).
Das Album beinhaltet eine Mischung aus Coverversionen und Neukompositionen. Bublé selbst war beim Schreibprozess von Liedern beteiligt. Für die Produktion aller Titel zeichnete Bob Rock verantwortlich. To Be Loved wurde in Los Angeles (USA) und Vancouver (Kanada) aufgenommen.

## Inhalt und Stil
Bublé erklärte in einem Interview auf der eigenen Webpräsenz, dass das Album sich um Liebe, Glück, Vergnügen und „leckere Dinge“ drehe.

## Titelliste
| #   | Titel                                                           | Autor(en)                                           | Länge |
| --- | --------------------------------------------------------------- | --------------------------------------------------- | ----- |
| 1.  | You Make Me Feel So Young                                       | Mack Gordon, Josef Myrow                            | 3:05  |
| 2.  | It’s a Beautiful Day                                            | Michael Bublé, Amy Foster, Alan Chang               | 3:19  |
| 3.  | To Love Somebody                                                | Barry Gibb, Robin Gibb                              | 3:15  |
| 4.  | Who’s Lovin’ You                                                | William „Smokey“ Robinson                           | 2:56  |
| 5.  | Something Stupid (feat. Reese Witherspoon)                      | Clarence Carson Parks                               | 2:57  |
| 6.  | Come Dance with Me                                              | Jimmy Van Heusen, Sammy Cahn                        | 2:46  |
| 7.  | Close Your Eyes                                                 | Michael Bublé, Alan Chang, Jann Arden Richards      | 3:51  |
| 8.  | After All (feat. Bryan Adams)                                   | Alan Chang, Steven Sater, Jim Vallance              | 3:33  |
| 9.  | Have I Told You Lately That I Love You (mit Naturally 7)        | Scotty Wiseman                                      | 3:26  |
| 10. | To Be Loved                                                     | Berry Gordy Jr., Gwendolyn Gordy Fuqua, Tyran Carlo | 3:41  |
| 11. | You’ve Got a Friend in Me                                       | Randy Newman                                        | 3:25  |
| 12. | Nevertheless (I’m in Love with You) (feat. The Puppini Sisters) | Bert Kalmar, Harry Ruby                             | 2:55  |
| 13. | I Got It Easy                                                   | Michael Bublé, Tom Jackson, Alan Chang              | 3:39  |
| 14. | Young at Heart                                                  | Johnny Richards, Carolyn Leigh                      | 3:42  |

## Rezensionen
Das Album hat durchwachsene Kritiken erhalten. „Inspiriert von seinen verschiedenen Mitstreitern bedient sich Michael Bublé, der scheinbar immer gute Laune hat, bei Klassikern und Hits quer durch die Musikgeschichte. Dabei stehen ihm die Swing-, Jazz- und Motown-Nummern noch am besten,“ heißt es bei laut.de. Dort wird aber auch darauf hingewiesen, dass es seiner Interpretation von Who’s Lovin’ You an Seele fehle. Presleys Have I Told You Lately fällt nach Ansicht der Rezensentin Jasmin Lütz ebenso wie sein eigener Song I Got It Easy und der Schluss-Track Young at Heart „mit reichlich Streichern und Background-Geschmuse“ zu kitschig aus.

## Kommerzieller Erfolg

### Chartplatzierungen
To Be Loved avancierte zum Nummer-eins-Erfolg in Australien, Belgien-Flandern, Neuseeland, den Niederlanden, Österreich, Portugal, der Schweiz, den Vereinigten Staaten und dem Vereinigten Königreich.
| ChartsChartplatzierungen       | Höchstplatzierung | Wochen |
| ------------------------------ | ----------------- | ------ |
| Deutschland (GfK)              | 2 (33 Wo.)        | 33     |
| Österreich (Ö3)                | 1 (49 Wo.)        | 49     |
| Schweiz (IFPI)                 | 1 (37 Wo.)        | 37     |
| Vereinigte Staaten (Billboard) | 1 (45 Wo.)        | 45     |
| Vereinigtes Königreich (OCC)   | 1 (76 Wo.)        | 76     |

| ChartsJahrescharts (2013)      | Platzierung |
| ------------------------------ | ----------- |
| Deutschland (GfK)              | 63          |
| Österreich (Ö3)                | 26          |
| Schweiz (IFPI)                 | 43          |
| Vereinigte Staaten (Billboard) | 28          |
| Vereinigtes Königreich (OCC)   | 3           |

| ChartsJahrescharts (2014)    | Platzierung |
| ---------------------------- | ----------- |
| Vereinigtes Königreich (OCC) | 56          |

### Auszeichnungen für Musikverkäufe
Das Album verkaufte sich laut Quellen über 2,4 Millionen Mal, davon sind 2,2 Millionen Einheiten mit Schallplattenauszeichnungen belegt.
| Land/Region                  | Auszeichnungen für Musikverkäufe (Land/Region, Auszeichnung, Verkäufe) | Verkäufe    |
| ---------------------------- | ---------------------------------------------------------------------- | ----------- |
| Australien (ARIA)            | 2× Platin                                                              | 140.000     |
| Brasilien (PMB)              | Gold                                                                   | 20.000      |
| Deutschland (BVMI)           | 3× Gold                                                                | 300.000     |
| Europa (IFPI)                | Platin                                                                 | (1.000.000) |
| Finnland (IFPI)              | —                                                                      | 8.814       |
| Frankreich (SNEP)            | Gold                                                                   | 50.000      |
| Irland (IRMA)                | 2× Platin                                                              | 30.000      |
| Italien (FIMI)               | Gold                                                                   | 30.000      |
| Kanada (MC)                  | 2× Platin                                                              | 160.000     |
| Mexiko (AMPROFON)            | Gold                                                                   | 30.000      |
| Neuseeland (RMNZ)            | 2× Platin                                                              | 30.000      |
| Österreich (IFPI)            | Platin                                                                 | 15.000      |
| Polen (ZPAV)                 | Gold                                                                   | 10.000      |
| Schweiz (IFPI)               | Gold                                                                   | 10.000      |
| Spanien (Promusicae)         | Gold                                                                   | 20.000      |
| Ungarn (MAHASZ)              | Platin                                                                 | 6.000       |
| Vereinigte Staaten (RIAA)    | Platin                                                                 | 1.000.000   |
| Vereinigtes Königreich (BPI) | 2× Platin                                                              | 831.000     |
| Insgesamt                    | 7× Gold · 15× Platin ·                                                 | 2.270.814   |

Hauptartikel: Michael Bublé/Auszeichnungen für Musikverkäufe